# Lev Lagorio

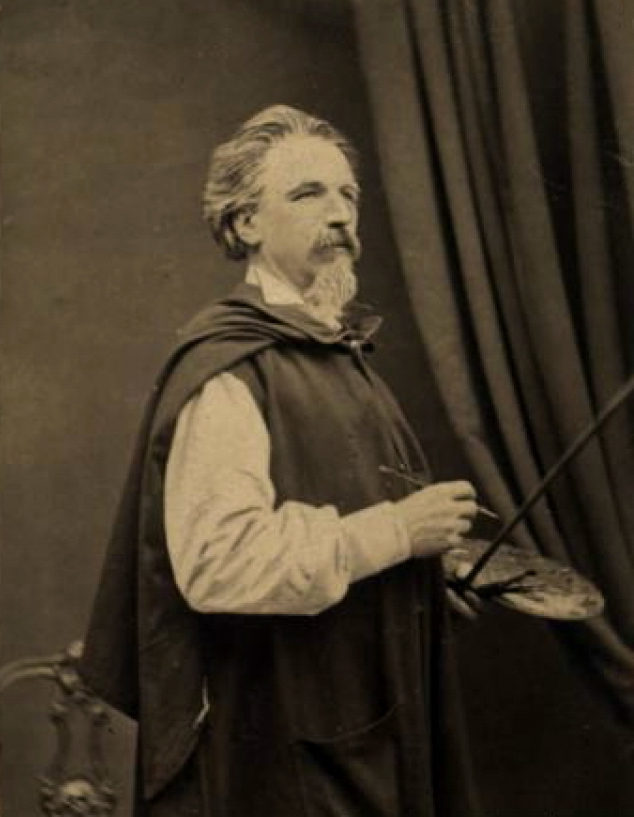
Lev Lagorio (fecha desconocida)

Lev Féliksovich Lagorio (en ruso: Лев Феликсович Лагорио; Feodosia, 9 de diciembre de 1826 - San Petersburgo, 17 de noviembre de 1905) fue un pintor y acuarelista ruso conocido principalmente por sus paisajes y escenas marinas. Estuvo asociado con la escuela de pintura "cimeriana", conformado por artistas que trabajaban en el sur de la península de Crimea.

## Biografía
Su padre, Felice Lagorio (1781-1857), era un mercader genovés que ejerció como cónsul externo para el Reino de las Dos Sicilias. Entre 1839 y 1840, recibió su primera formación artística en los estudios de Iván Aivazovsky. En 1842, con el apoyo de Alexander Kaznacheyev, gobernador de Táurida, pudo matricularse en la Academia Imperial de las Artes. Más tarde, logró obtener apoyo financiero por parte de Maximiliano de Beauharnais, el nuevo presidente de la Academia. Entre sus profesores estaban Alexander Sauerweid, Maxim Vorobiev y Bogdan Willewalde.
En 1850, recibió el título de "Artista" por su pintura Vista de Lahti y dos años después obtuvo la ciudadanía rusa. También se le otorgó una pensión para poder estudiar en el extranjero, visitando primero París (1853), y luego yendo a Roma, donde permaneció hasta 1859, pagando de su propio bolsillo los últimos dos años.
Tras su regreso, en 1860, fue nombrado profesor y exhibió las obras que había realizado en Italia. Viajó a la región del Cáucaso en 1861 y presentó una serie de paisajes desde allí ante el zar Alejandro II, quien lo condecoró con la Orden de Santa Ana.
Volvió al Cáucaso entre 1863 y 1864, con el séquito del Gran Duque Miguel Nikolayevich, donde participó en la Guerra del Cáucaso. Después se estableció en San Petersburgo, pasando el verano en Sudak y haciendo frecuentes viajes al extranjero.
En 1885, se le encargó pintar una serie de obras relacionadas con la Guerra ruso-turca de 1877-1878 y visitó campos de batalla durante los escenarios europeos y asiáticos. En 1900, fue nombrado miembro honorario de la Academia. Fue sepultado en el Cementerio Novodévichi, San Petersburgo.

## Galería

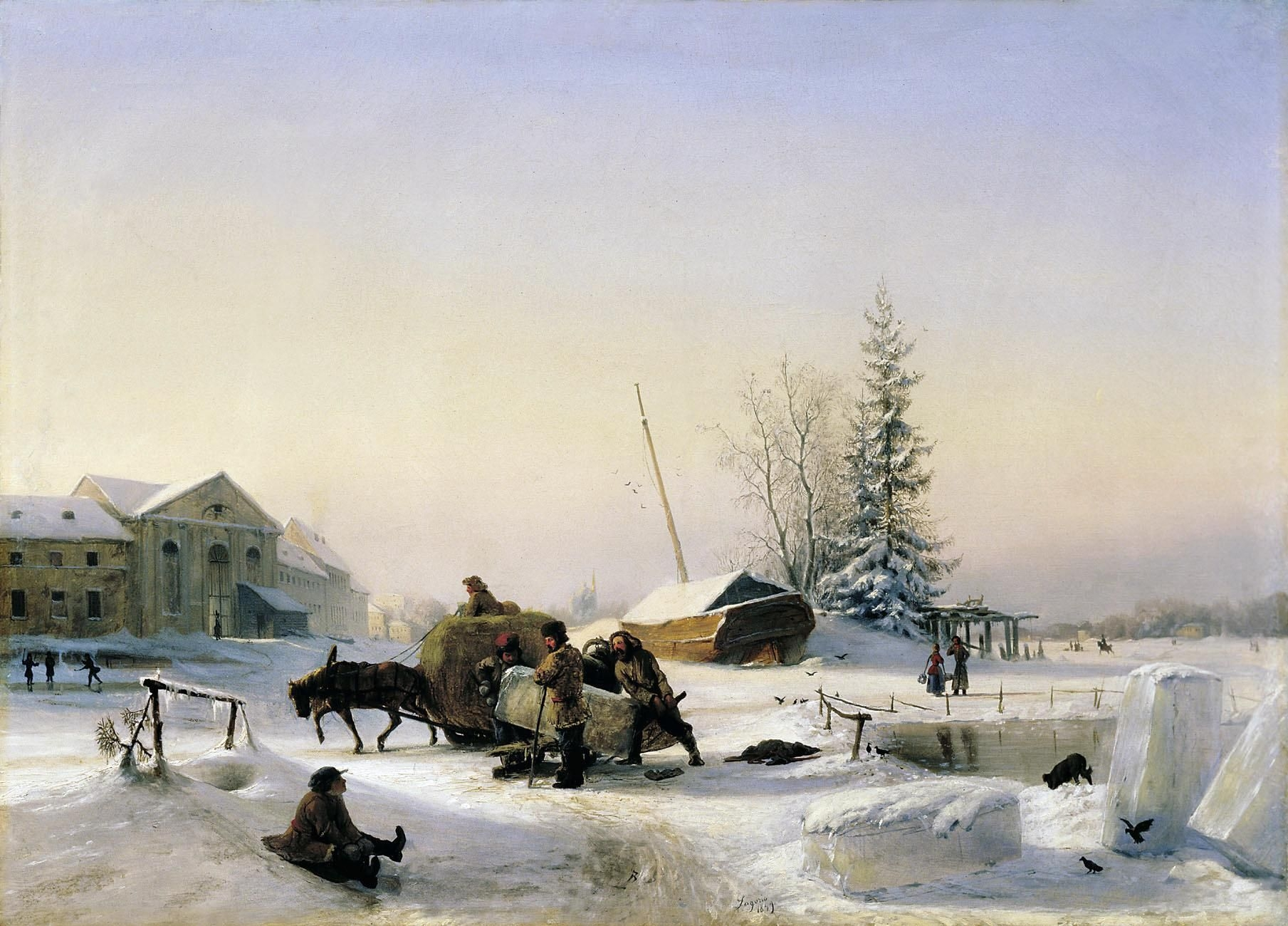
Transportando hielo, 1849
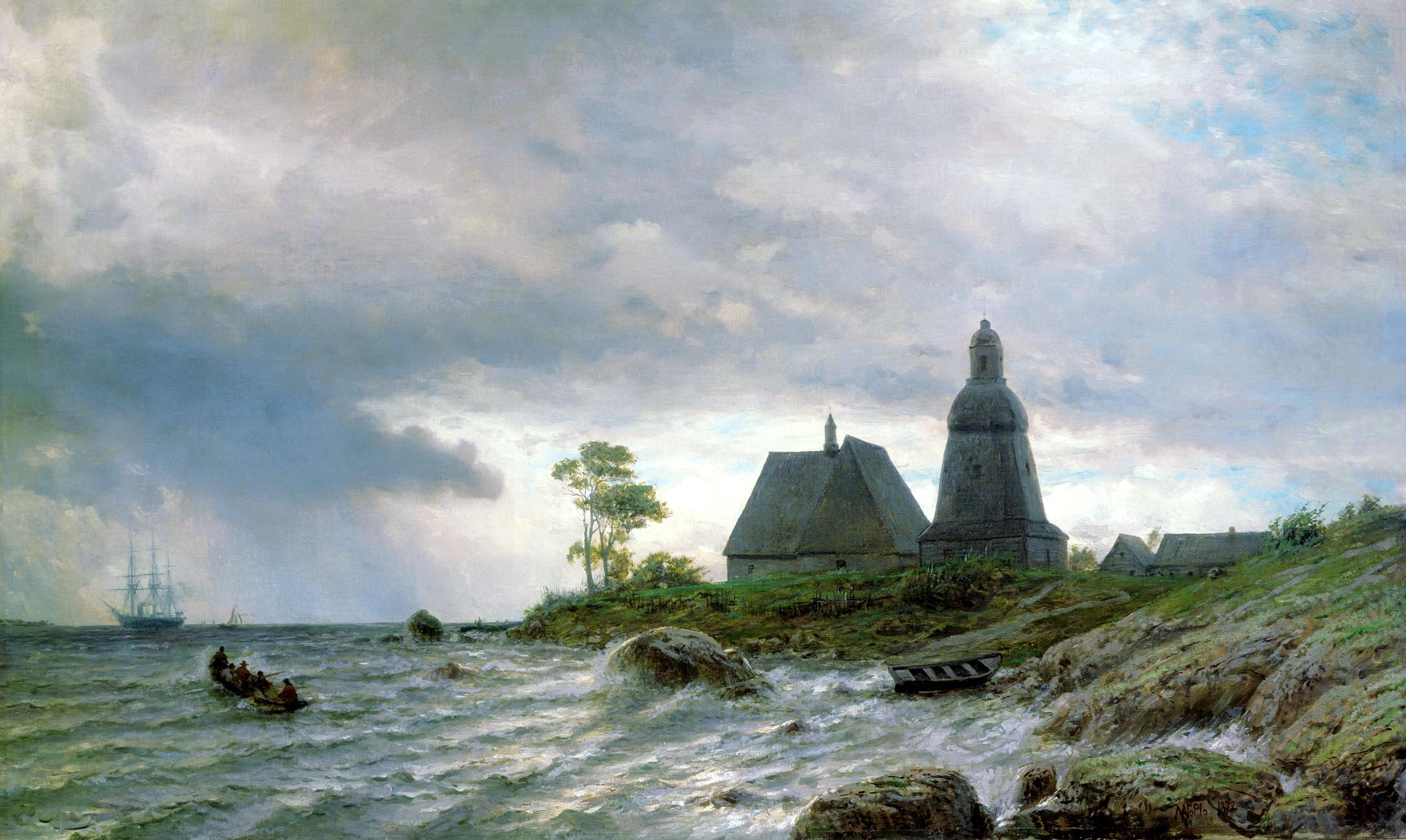
Paisaje del Norte, 1872
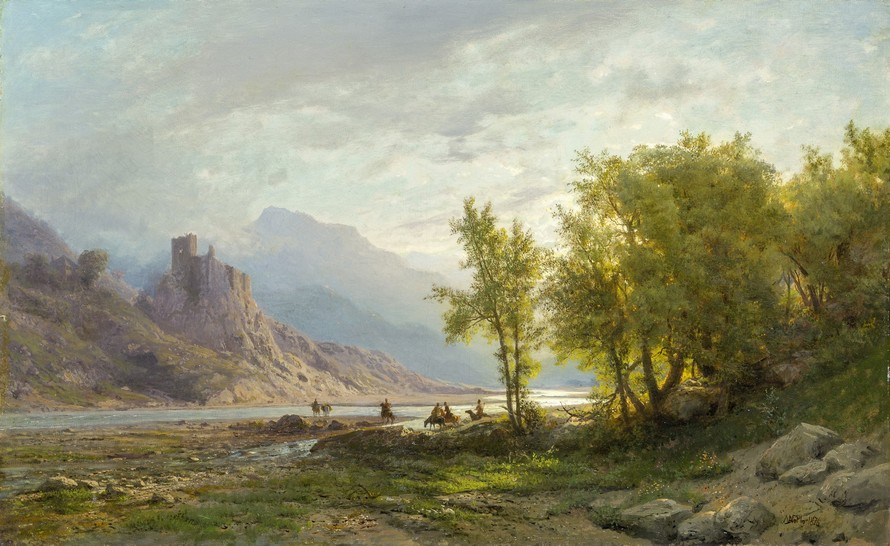
En el Cáucaso, 1876
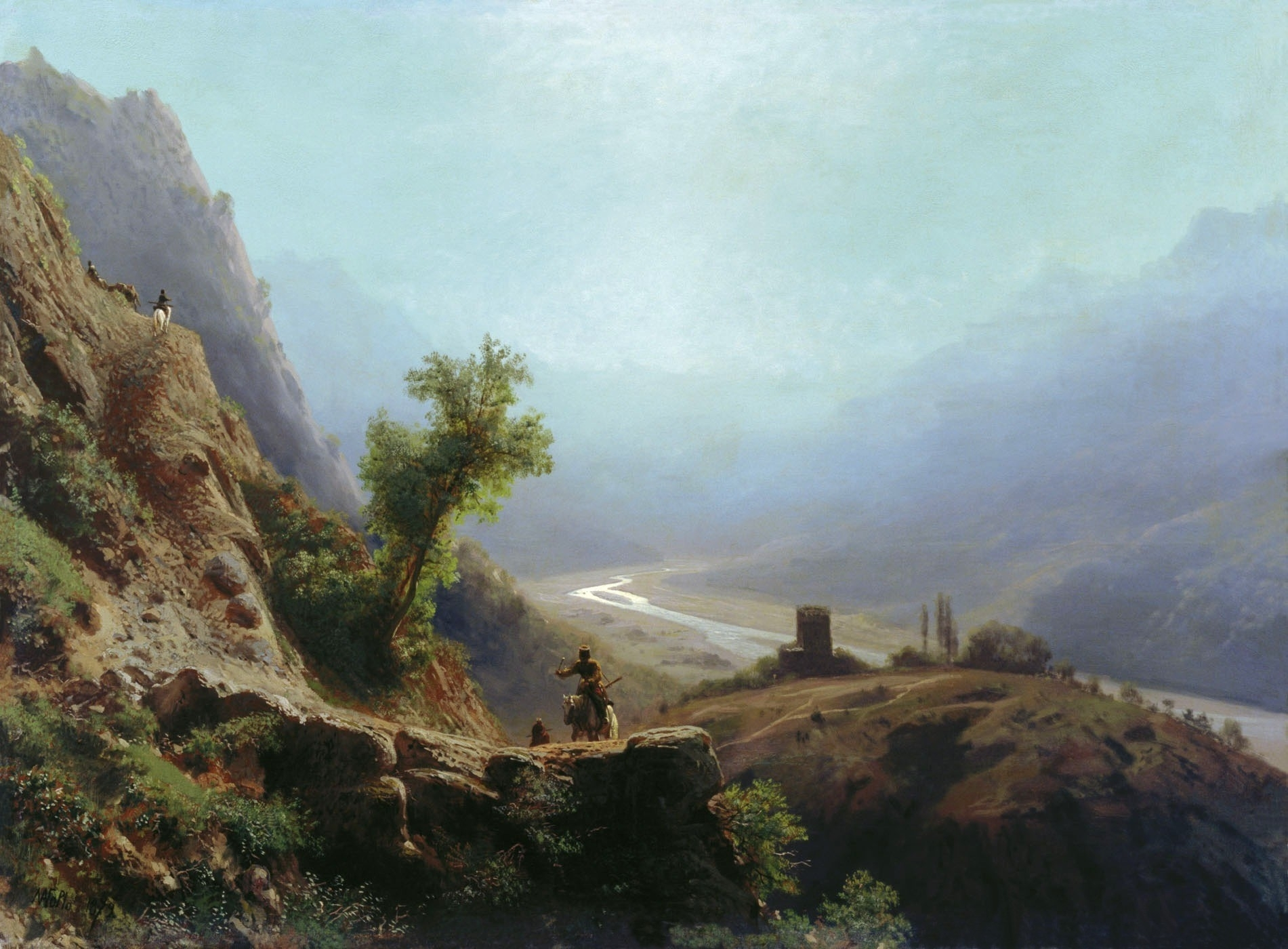
En las Montañas del Cáucaso, 1879
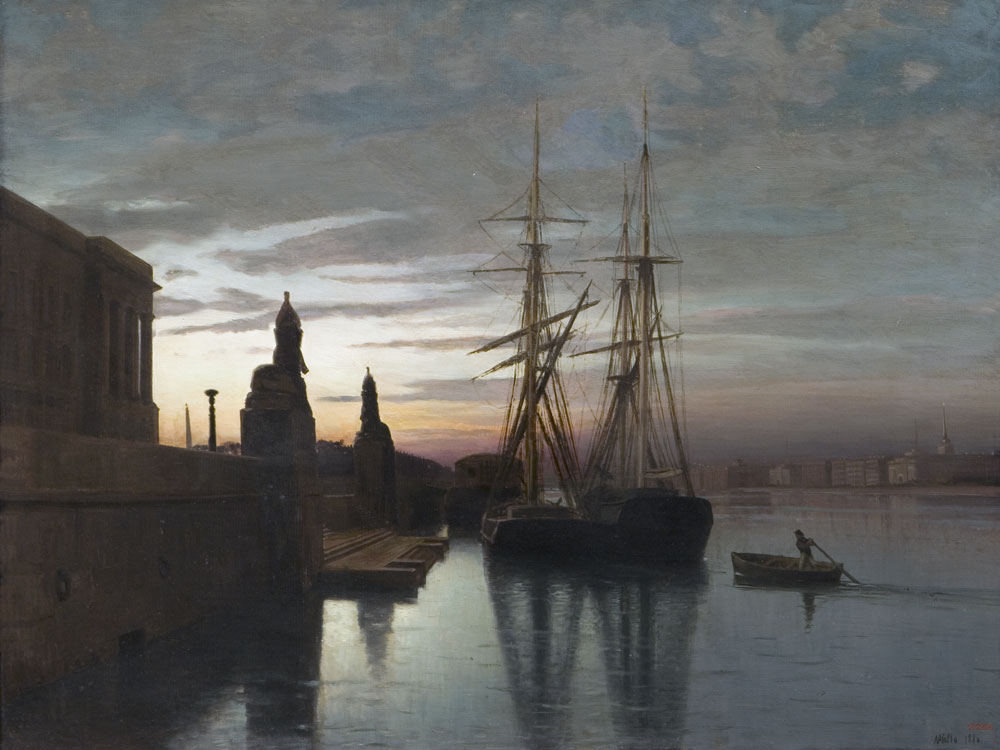
Vista del río Nevá desde la Academia de Artes, 1880
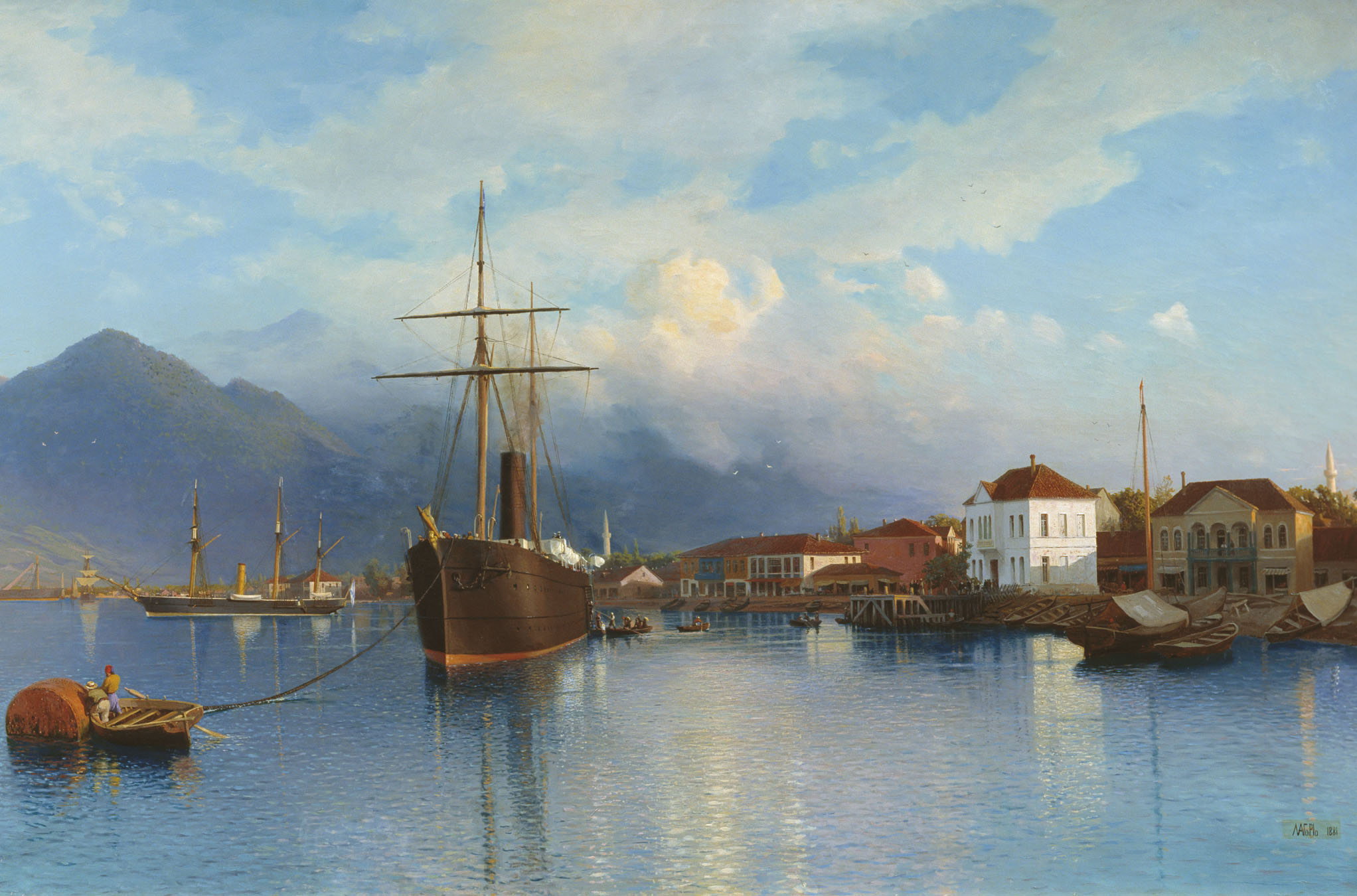
Batumi, 1881
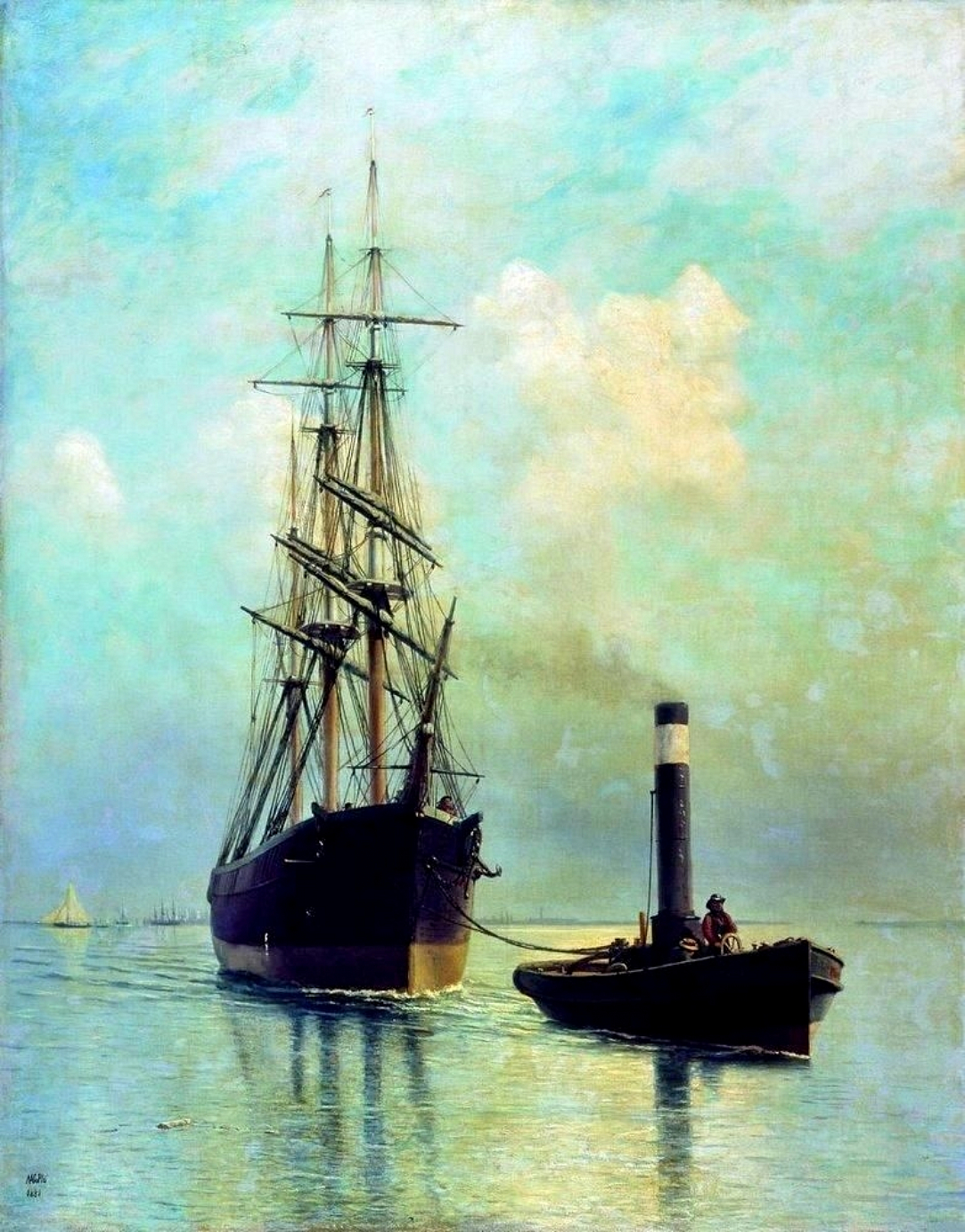
Golfo de Finlandia, 1881
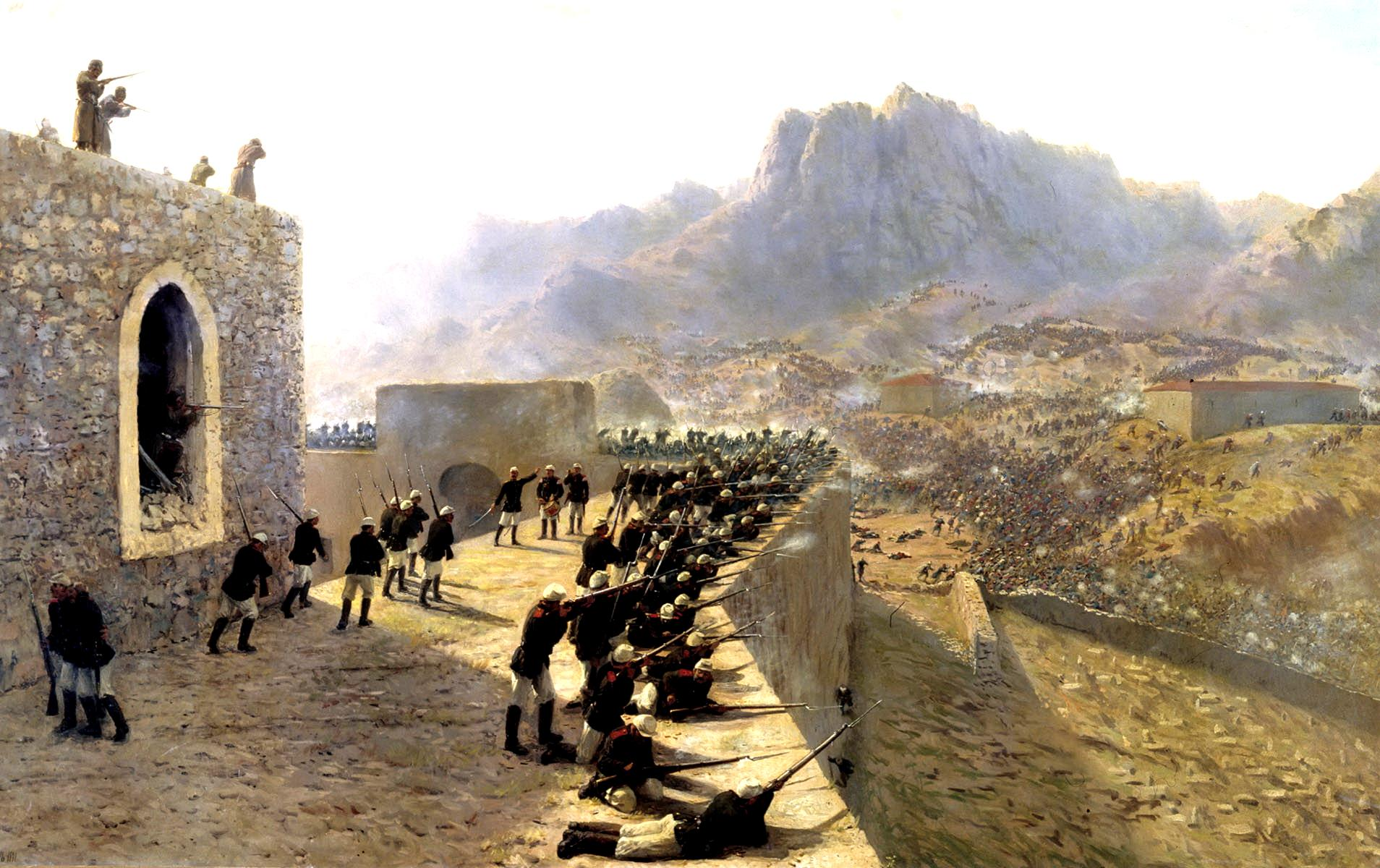
Defensa de Bayazet, 1891
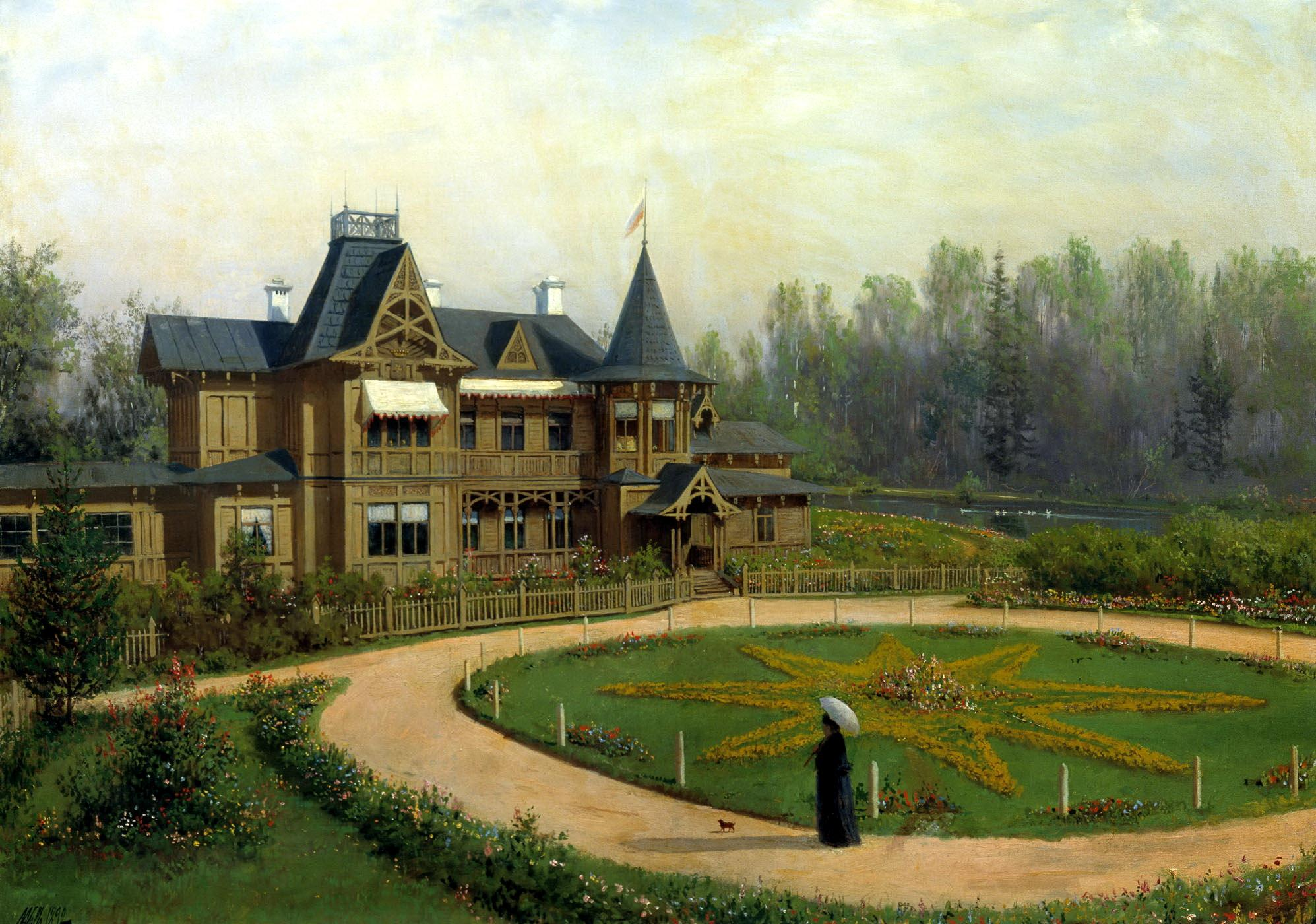
Dacha, 1892
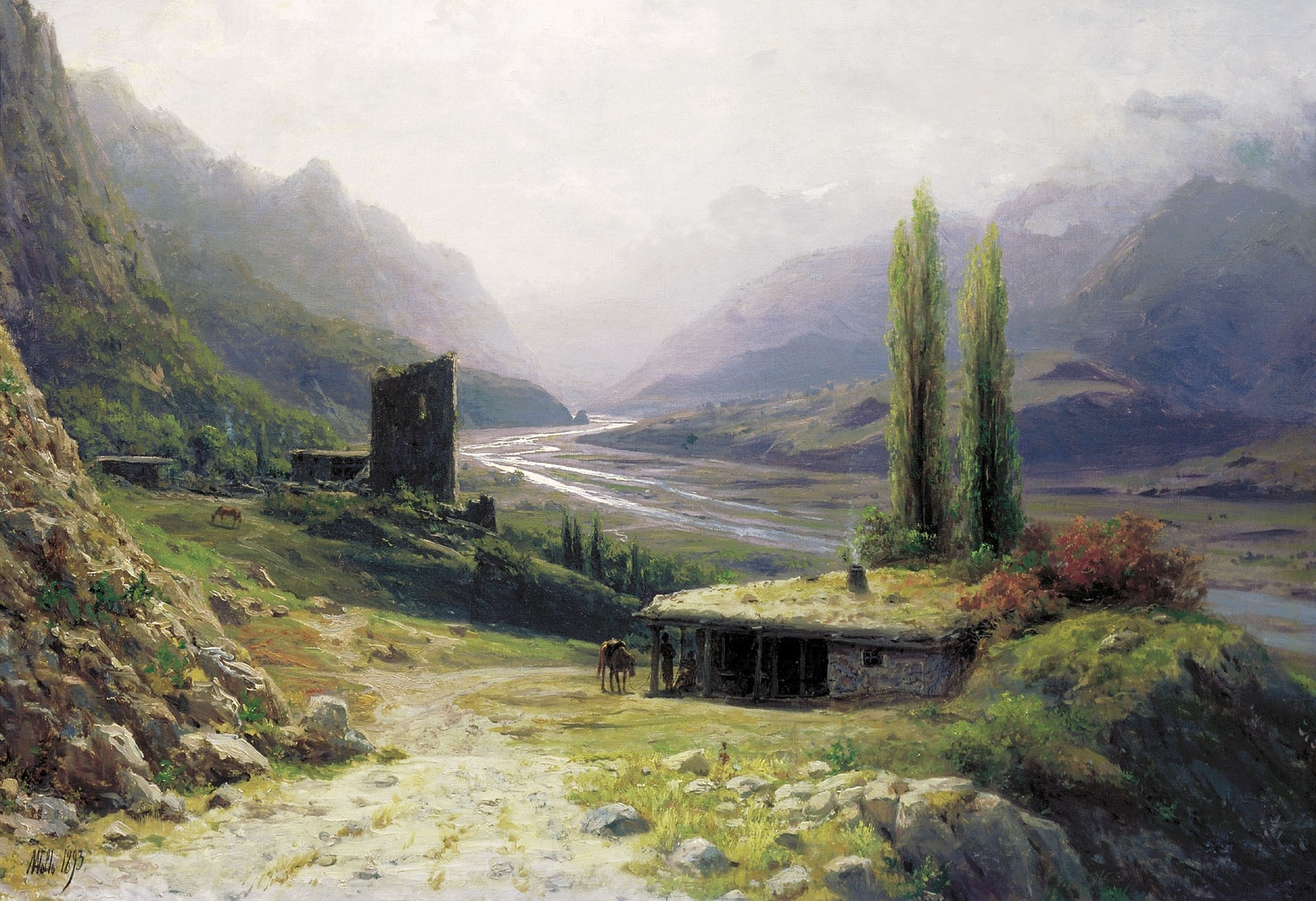
Paisaje de Cáucaso, 1893
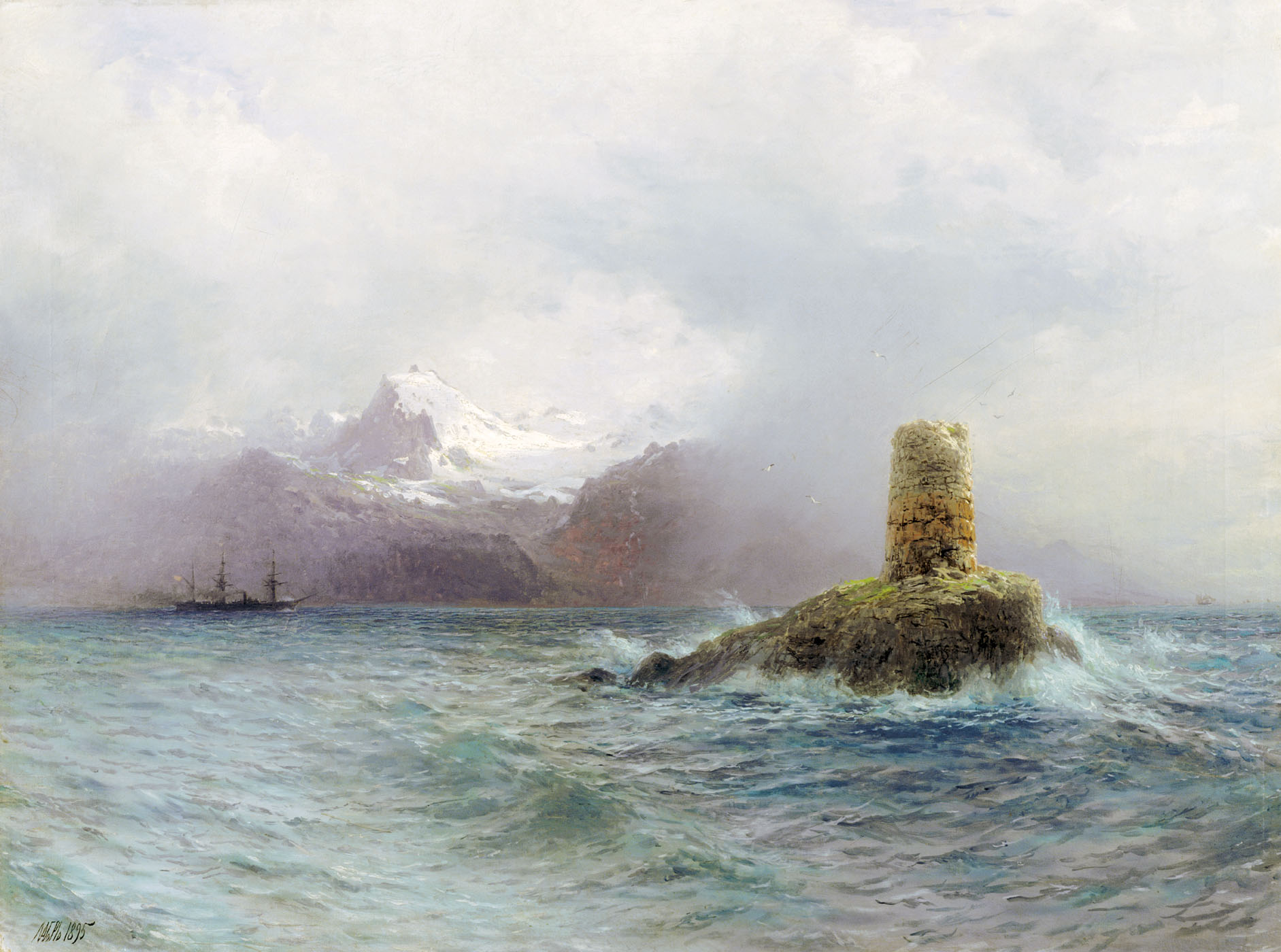
Isla Lofoten, 1895
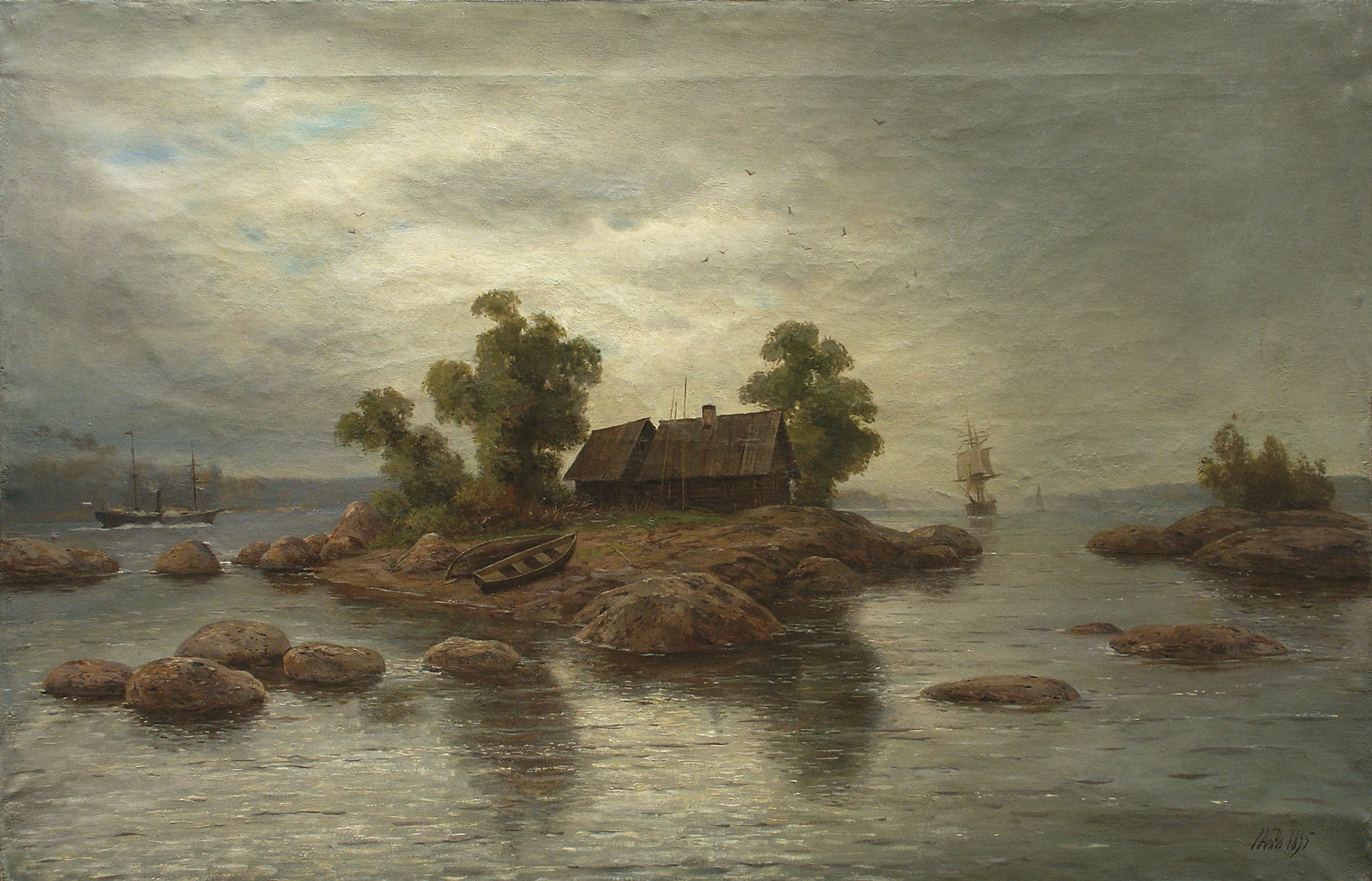
Granja isleña, 1895
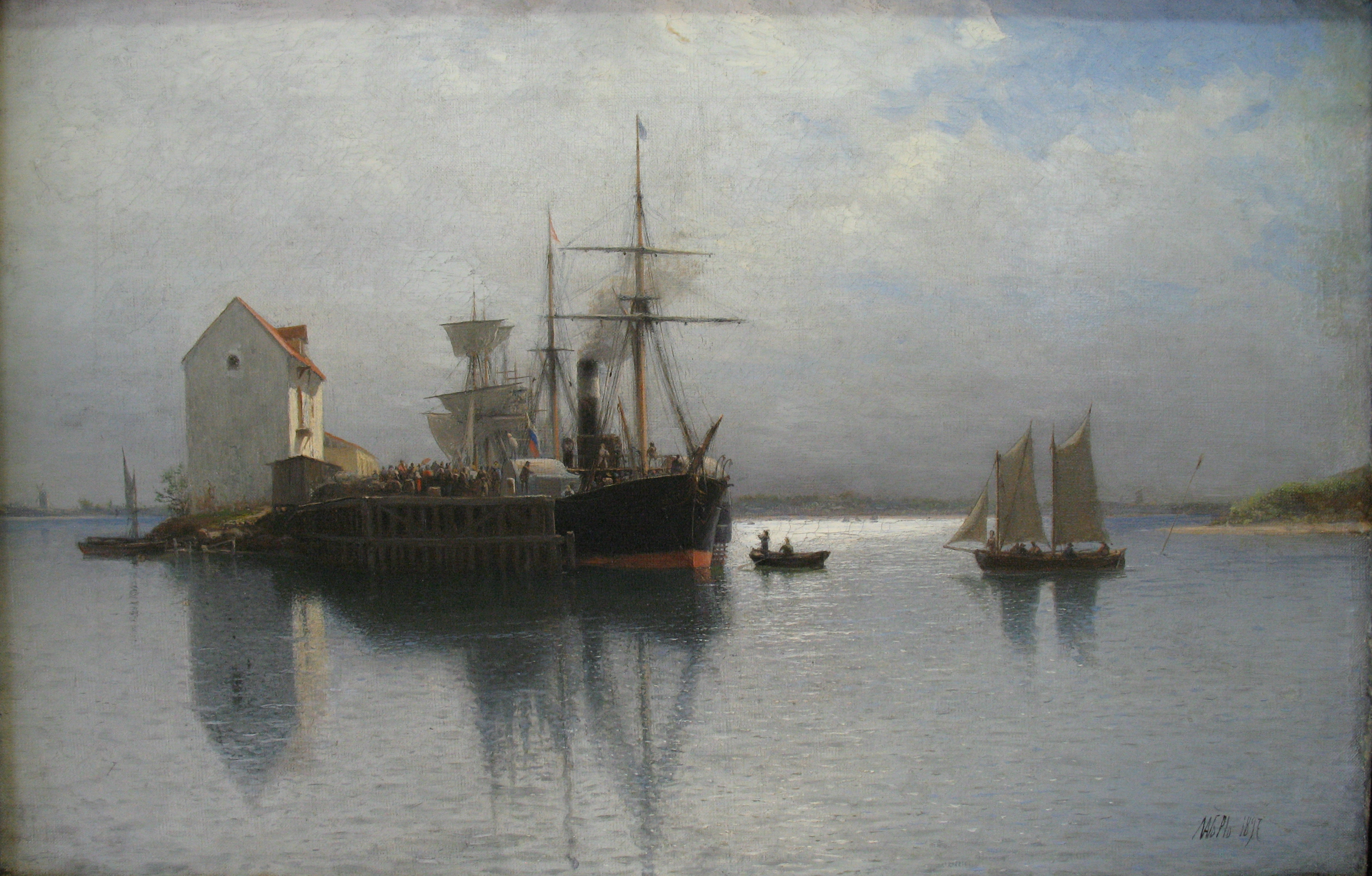
Playa,1897
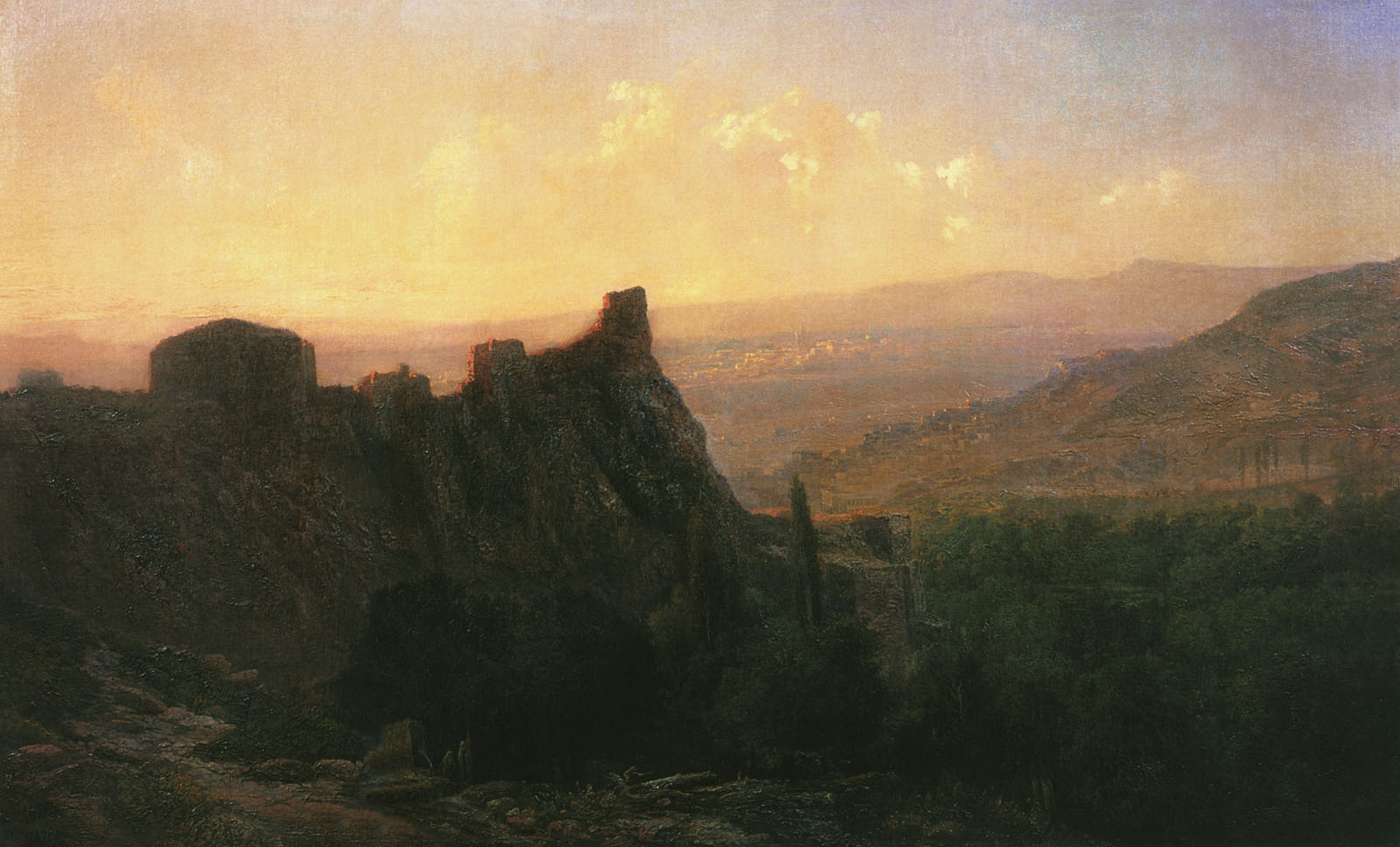
Tiflis, 1905